# 佩森鎮區 (伊利諾伊州亞當斯縣)
佩森鎮區（英語：Payson Township）是位於美國伊利諾伊州亞當斯縣的一個行政鎮區。

## 地方資料
根據2010年美國人口普查的數據，佩森鎮區的面積為99.20平方千米，當中陸地面積為99.10平方千米，而水域面積為0.10平方千米。當地共有人口1764人，而人口密度為每平方千米17人。